# Danny Collins (film)
Pour les articles homonymes, voir Danny Collins.
Pour plus de détails, voir Fiche technique et Distribution.
Danny Collins est un film américain réalisé et écrit par Dan Fogelman et sorti en 2015.

## Synopsis
Plus de 40 ans après avoir émergé, la rock star Danny Collins remplit toujours les salles. Son public s'est élargi mais inclut des fans du début, qui lui demande toujours ses anciens tubes. Il a une petite amie Sophie qui a moins de la moitié de son âge, et carbure toujours aux drogues licites et illicites, sans avoir rien écrit d'original depuis 30 ans. À l'occasion de son anniversaire, son agent et ami Frank Grubman lui offre un cadeau singulier : la lettre que John Lennon lui a écrite à la suite de l'interview que Danny a donnée en juin 1971 à la sortie de son premier album, mais que le magazine lui avait dissimulée. Frappé par le message, Danny décide d'arrêter sa tournée et de revenir aux idéaux de ses débuts. Il laisse tomber sa petite amie et s'installe à demeure dans un Hilton du New Jersey, avec l'intention cachée d'essayer de renouer avec son fils Tom qu'il n'a quasiment pas connu et qui a pris le nom de sa mère. Tom est marié, a une fille de 5 ans qui est affectée d'hyperactivité, et rejette très fermement son père. Mais celui-ci profite de sa fortune et ses relations pour faire accueillir sa petite fille dans une institution spécialisée à New York.
Danny cherche aussi à séduire la directrice de l'hôtel, Mary Sinclair, qui persiste à l'éconduire avec le sourire. Néanmoins touchée par la chanson qu'il a fini par écrire, elle lui promet de céder à son invitation à dîner quand il l'aura chantée devant un public. Malgré sa déception du tournant pris par la carrière de Danny, Frank cède et organise un concert dans une salle de la ville. Mais comme toujours, le public pousse le chanteur à revenir à son tube et n'ose pas chanter sa nouvelle production, au grand dam de Mary. La présence de Sophie en coulisses le fait replonger dans l'alcool et la drogue. Malgré tout, découvrant que son fils Tom souffre d'une maladie rare, il décide de l'accompagner lors des analyses qui doivent déterminer la gravité fatale ou non de sa maladie.

## Fiche technique
Sauf indication contraire, les informations mentionnées dans cette section peuvent être confirmées par la base de données cinématographiques IMDb,  présente dans la section « Liens externes ».
- Titre : Danny Collins
- Réalisation : Dan Fogelman
- Scénario : Dan Fogelman
- Photographie : Steve Yedlin
- Montage : Julie Monroe
- Production : Nimitt Mankad, Jessie Nelson
- Société(s) de production :
- Musique : Ryan Adams, Theodore Shapiro et les chansons de John Lennon
- Pays d'origine :  États-Unis
- Langue originale : anglais
- Durée :  106 minutes
- Dates de sortie :
  - États-Unis : 10 avril 2015
  - France : 3 novembre 2015

## Distribution
Note : Le film n'a pas bénéficié d'un doublage français.
- Al Pacino (VQ : Sébastien Dhavernas) : Danny Collins
- Annette Bening (VQ : Marie-Andrée Corneille) : Mary Sinclair, la directrice du Hilton.
- Jennifer Garner (VQ : Aline Pinsonneault) : Samantha Donnelly
- Bobby Cannavale (VQ : Jean-François Beaupré) : Tom Donnelly, le fils de Danny.
- Christopher Plummer (VQ : Vincent Davy) : Frank Grubman, l'agent et ami de Danny.
- Katarina Cas (en) (VQ : Véronique Marchand) : Sophie
- Giselle Eisenberg (VQ : Marine Guérin) : Hope Donnelly, la fille de Tom.
- Nick Offerman : Guy DeLoach, l'intervieweur en 1971.
- Melissa Benoist (VQ : Rose-Maïté Erkora) : Jamie
- Josh Peck (VQ : Gabriel Lessard) : Nicky Ernst
- Scott Lawrence (en) (VQ : Patrick Chouinard) : Dr Kurtz

 Source et légende : version québécoise (VQ) sur Doublage.qc.ca et carton du doublage québécois.

## Distinctions

### Nominations
- Golden Globes 2016 : meilleur acteur dans un film musical ou une comédie pour Al Pacino